# メモリー・バンド
『メモリー・バンド』は、東京スカパラダイスオーケストラの楽曲。2018年9月26日にcutting edgeから43枚目のシングル『メモリー・バンド/This Challenger』の表題曲として発売された。

## 概要
- 本曲は、ボーカルを茂木欣一、作詞を谷中敦、作曲を沖祐市がそれぞれ担当している[4][5]。
- 2018年9月26日に発売された43rdシングル『メモリー・バンド/This Challenger』の表題曲であり、約7年半振りとなるメンバーが歌唱するシングル表題曲である[4][5]。
- 本曲は、バンドの絆を歌った楽曲であり、谷中がスカパラだけではなく、関ジャニ∞（当時）や渋谷すばるのことを思い浮かべて制作した楽曲である[6][7][8][9][10]。
  - 2019年にテレビ朝日系『関ジャム 完全燃SHOW』（当時）にて、初めて関ジャニ∞とのコラボレーションで本曲が披露され[7]、同番組以降、SUPER EIGHT（関ジャニ∞）とのコラボレーションで本曲を披露する機会が多くなり、スカパラがデビュー35周年、SUPER EIGHTがデビュー20周年である2024年には、SUPER EIGHTをゲストボーカルに迎えた「メモリー・バンド feat.SUPER EIGHT」がアルバム『35』のボーナストラックとして発売された[1][11][12][2][13][14][15][注 2]。
- 「メモリー・バンド feat.SUPER EIGHT」のアーティスト写真は、同じくSUPER EIGHTをゲストボーカルに迎えた「あの夏のあいまいME feat.SUPER EIGHT」とは変わり、どこか懐かしげのある雰囲気の写真となっている[16]。

## 制作

### 経緯
元々東京スカパラダイスオーケストラとSUPER EIGHTは、関ジャニ∞（当時）のベスト・アルバム『GR8EST』に収録された「無責任ヒーロー jam with 東京スカパラダイスオーケストラ」にスカパラが参加したことをきっかけに交流を深め、渋谷すばるが関ジャニ∞として最後の出演となり、関ジャニ∞が7人体制で最後のテレビ出演となった2018年放送の『関ジャム 完全燃SHOW』（テレビ朝日系列）でも「無責任ヒーロー」を2組で披露した。この際に、スカパラの谷中が渋谷とハイタッチを交わしており、当時の渋谷のことを「凄く良い顔をしていた」と振り返っている。
2018年の本曲のリリースの際には後述の本曲にまつわる関ジャニ∞や渋谷のことは全く明かしていなかったが、2019年に関ジャニ∞のメンバーの大倉忠義がシンガーソングライターの高橋優とパーソナリティを務めたラジオ番組『オールナイトニッポンサタデースペシャル 大倉くんと高橋くん』（ニッポン放送）に谷中がゲストとして出演した際に、状況は異なるものの、大倉と同じくメンバーとの別れを経験してきた谷中が当時の複雑な感情を語る場面があり、重なる部分があった渋谷が脱退した時の関ジャニ∞の話から、前述の渋谷が最後の出演となった『関ジャム』で「無責任ヒーロー」をセッションした話になり、本曲の歌詞が同番組での関ジャニ∞や渋谷のことを思い浮かべて谷中が書いたものであることが明かされた。関ジャニ∞のメンバーもこのことは聞かされておらず、同番組でこのエピソードを明かした際も大倉はとても驚いていたという。
渋谷とスカパラは2020年開催の無観客音楽フェス『氣志團万博2020 〜家でYEAH!!〜』で共演しており、その際にスカパラは本曲を披露していたため、本曲の経緯について事前に知っていた渋谷は谷中と本曲について話したといい、渋谷も「あの曲大好きなんです」と語っていたという。

### 作詞
作詞を担当した谷中は、スカパラが前述の関ジャニ∞の7人体制最後の『関ジャム』に出演した際に、関ジャニ∞に言葉はかけられなかったが、関ジャニ∞に対する想いは溜まっていたという。その後、スカパラ自身も大変な状況を乗り越えてきたバンドとして、「バンドそのものについて詞を書くタイミングかな」と思い、関ジャニ∞のことを思い浮かべて本曲を制作したという。
谷中いわく「君は楽しすぎて泣いた 泣き出した ぼくらには全部分かった」という歌詞は渋谷のことを思い浮かべて書いたという。『関ジャム』の際に、谷中は渋谷の向かいで演奏しており、歌っている渋谷の顔が笑顔なのに泣きそうに見えたといい、それを見てると谷中も泣いてしまいそうになり、「自分たちもメンバーが抜けたりいろんなことがあったな」と思い返し、本曲の歌詞を書いたという。
谷中は「関ジャニ∞もスカパラも、個性豊かなメンバーが集まり、バンドとして続けてこられたのは本当に奇跡的なこと」「これまでやれているのは、音楽があったから」と考えており、本曲を通して「かけがえのないバンドというものの夢の部分」を感じてほしいと語っている。
「ぼくら人生のステージの上には いつだって全員で並んでいる」という歌詞は「バンドの形は変わっても、気持ちは一緒のステージに立っている」という想いが込められており、この歌詞に対し、大倉は「彼ら（脱退したメンバー）はいたし、それは嘘を作りたくない」「（何人体制の時でも）全員でステージに立ってた。今も立ってるように思う」と語っており、谷中も「スカパラも常にそう思ってる」と語っている。

### 作曲
作曲を担当した沖いわく、本曲は曲を先に書いたといい、メロディーを思い描いた時に「この曲は"推し"のことを日々考えて暮らしているファンの目線の曲だな」と感じ、このことを谷中に少し話したところ、バンドの絆を歌った歌詞になったという。なお、バンドのメンバーの絆だけでなく、「ファンとバンドの絆」も描いていると沖は感じている。

### コラボレーション
2019年12月22日には『関ジャム』にスカパラがゲスト出演し、初めて関ジャニ∞とのコラボレーションで本曲が披露された。
その後、2021年や2024年に開催されたSUPER EIGHT（関ジャニ∞）の主催音楽フェス『関ジャムFES』や『EIGHT-JAM FES』、さらに2組が同日に出演した野外ロックフェス『ROCK IN JAPAN FESTIVAL 2024 in HITACHINAKA』のスカパラのステージでもSUPER EIGHTとのコラボレーションで披露された。
2024年には、スカパラのデビュー35周年記念アルバム『35』にSUPER EIGHTをゲストボーカルに迎えた「メモリー・バンド feat.SUPER EIGHT」がボーナストラックとして収録された。さらに本曲のSUPER EIGHTとのミュージック・ビデオも制作され、同作に2種類収録。これに伴い、2組によるアーティスト写真も公開された。

## プロモーション

### 2018年
- 8月9日、東京・Ginza Sony Parkの開園を記念したオープニングライブに出演した際に、本曲が収録されたシングル『メモリー・バンド/This Challenger』の発売が発表された[4][5]。
- 8月29日、本曲のミュージック・ビデオのショートバージョンとドキュメンタリーが公開され、アーティストのDRAGON76が描き下ろしたシングルのジャケットアートワークも公開された[27]。
- 9月26日、本曲が表題曲として収録された43rdシングル『メモリー・バンド/This Challenger』が発売された[4][5]。

### 2019年
- 3月13日、東京スカパラダイスオーケストラのトリビュート・アルバム『東京スカパラダイスオーケストラトリビュート集 楽園十三景』にて、キュウソネコカミによる本曲のカバーが収録された[28]。
- 11月20日、22ndアルバム『ツギハギカラフル』に本曲と本曲のMVが収録された[29][30]。
- 12月22日、テレビ朝日系『関ジャム 完全燃SHOW』（当時）にて、初めて関ジャニ∞とのコラボレーションで本曲が披露された[7]。

### 2020年
- 3月18日、5thベストアルバム『TOKYO SKA TREASURES 〜ベスト・オブ・東京スカパラダイスオーケストラ〜』に本曲のリマスターバージョンと本曲のMVが収録された[31]。

### 2021年
- 9月26日、『テレビ朝日ドリームフェスティバル2021』内で開催された関ジャニ∞の主催音楽フェスティバル『関ジャムFES』にて、関ジャニ∞とのコラボレーションで本曲が披露された[23][8]。

### 2024年
- 6月23日、SUPER EIGHTの主催音楽フェス『EIGHT-JAM FES』にて、SUPER EIGHTとのコラボレーションで本曲が披露された[24]。
- 8月8日、SUPER EIGHTをゲストボーカルに迎えた配信限定シングル『あの夏のあいまいME feat.SUPER EIGHT』のリリースや『スカパラ甲子園』へのSUPER EIGHTの出演が発表された「エイトの日」に、SUPER EIGHTをゲストボーカルに迎えた「メモリー・バンド feat.SUPER EIGHT」がアルバム『35』に収録されることが発表された[1][11][12]。
- 9月14日、野外ロックフェス『ROCK IN JAPAN FESTIVAL 2024 in HITACHINAKA』のスカパラのステージにて、同日に出演したSUPER EIGHTも同ステージに登場し、「あの夏のあいまいME」と共に本曲がSUPER EIGHTとのコラボレーションで披露された[25][26]。
- 9月26日、スカパラとSUPER EIGHTの2組によるアーティスト写真が公開され、「メモリー・バンド feat.SUPER EIGHT」のミュージック・ビデオのショートバージョンとドキュメンタリー映像が公開された[2][13][14][16]。
- 10月23日、24thアルバム『35』にてSUPER EIGHTをゲストボーカルに迎えた「メモリー・バンド feat.SUPER EIGHT」が収録された[1][12][2][13][15][注 2]。
- 11月18日、テレビ朝日系『EIGHT-JAM』にて、SUPER EIGHTとのコラボレーションで本曲が披露された[32]。

## ミュージック・ビデオ
メモリー・バンド
- 2018年8月29日にミュージック・ビデオのショートバージョンとドキュメンタリー映像が公開された。
- 監督は映像作家の番場秀一が担当。
- MVはメンバーが学校の体育館で演奏する映像となっている。
- 2019年3月8日にはavexの公式YouTubeチャンネルにてMVのフルバージョンが公開された。

メモリー・バンド feat.SUPER EIGHT
- 2024年9月26日にミュージック・ビデオのショートバージョンとドキュメンタリーが公開された。
- 同曲が収録されたアルバム『35』の特典映像には、同MVのフルサイズバージョンと演奏シーンのみのパフォーマンスバージョンが収録されている。

## チャート成績
- Billboard JAPAN
  - 2018年10月3日公開の「Billboard Japan Hot 100」で週間63位を獲得した[3]。

## クレジット
- 作詞：谷中敦
- 作曲：沖祐市
- 編曲：東京スカパラダイスオーケストラ

## 収録作品

### シングル
- 43rdシングル『メモリー・バンド/This Challenger』

### アルバム
- 22ndアルバム『ツギハギカラフル』
- 5thベストアルバム『TOKYO SKA TREASURES 〜ベスト・オブ・東京スカパラダイスオーケストラ〜』

※「2020 Remaster」バージョンを収録。
- ライブアルバム『2018 Tour「SKANKING JAPAN」" スカフェス in 城ホール" 2018.12.24』

※ライブ音源を収録。
- 配信限定ライブアルバム『TOKYO SKA 30 無観客ライブ 〜僕ら、いつだってワイヤレスで繋がっている 2020.03.20』

※ライブ音源を収録。
- 24thアルバム『35』[注 2]

※SUPER EIGHTをゲストボーカルに迎えた「メモリー・バンド feat.SUPER EIGHT」を収録。
- 6thベストアルバム『NO BORDER HITS 2025→2001 〜ベスト・オブ・東京スカパラダイスオーケストラ〜』

※「2025 Remaster」バージョンを収録。

### 映像作品

#### ライブ映像
- ライブアルバム『2018 Tour「SKANKING JAPAN」" スカフェス in 城ホール" 2018.12.24』(CD+DVD盤・CD+Blu-ray盤 特典DVD/Blu-ray)

#### ミュージック・ビデオ
- 43rdシングル『メモリー・バンド/This Challenger』(CD+DVD盤 特典DVD)
- 22ndアルバム『ツギハギカラフル』(CD+Blu-ray盤・CD+DVD盤・ファンクラブ限定盤 特典Blu-ray/DVD)
- 5thベストアルバム『TOKYO SKA TREASURES 〜ベスト・オブ・東京スカパラダイスオーケストラ〜』(CD+Blu-ray盤・CD+DVD盤・ファンクラブ限定盤 特典Blu-ray/DVD)
- 24thアルバム『35』(CD+DVD盤・CD+Blu-ray盤・ファンクラブ限定盤 特典DVD/Blu-ray)

※「メモリー・バンド feat.SUPER EIGHT」を収録。

## カバー
- キュウソネコカミ（2019年3月13日発売、トリビュート・アルバム『東京スカパラダイスオーケストラトリビュート集 楽園十三景』収録）[28]